# Fat Nick
Ніколас Перікліс Вутсінас (англ. Nicholas Periclies Voutsinas), більш відомий під псевдонімом Fat Nick — американський репер з Маямі, штат Флорида. Став відомим разом з репером Pouya та їхнім колективом Buffet Boys, є провідною та важливою фігурою андерграундної реп-сцени SoundCloud, що почалася у 2012 році.

## Біографія
Народився 6 вересня 1994 року у Маямі, штат Флорида. Його виховувала мати, батько покинув сім'ю у 1997 році. Дорослішання було дуже важким для репера, він боровся з депресією і почав продавати наркотики у підлітковому віці. Його другом дитинства був американський репер Pouya, разом з яким він вів «Nick and Pouya Show» на YouTube. Через деякий час вони почали займатися музикою.

## Кар'єра
Спочатку друзі почали займатися музикою як жартом, але серйозно до неї поставилися лише після того, як кількість прослуховувань їхніх пісень на SoundCloud почала зростати.
У лютому 2017 року він випустив спільний з Pouya альбом під назвою «Drop Out of School». У липні того ж року він виступив на презентації документального фільму «Наступна хвиля» разом з Lil Tracy та спеціальними гостями Lil Peep та Joey Purp. У червні 2018 випустив альбом «Generation Numb», на якому відзначилися такі виконавці, як Blackbear, OhGeesy та Bexey. У грудні 2020 року Fat Nick випустив спільний з Pouya альбом «Drop Out of School 2», який є продовженням їхнього альбому 2017 року. У листопаді 2021 випустив альбом «Gorgeous Glizzy Gordo», за участю Maxo Cream, Shakewell, SosMula, Robb Banks, Ramirez та Lil Jerry.

## Особисте життя
Вутсінас відкрито говорить про свою залежність від опіатів з початку його кар'єри у 2012 році, а важкі наркотики почав вживати у 2013, як спосіб боротьби із тривогою. 3 жовтня 2021 року заявив, що більше не вживає наркотиків, і стверджує, що смерть його близького друга Lil Peep змусила захотіти кинути.

### Конфлікти
У вересні 2018 року американський репер Russ звинуватив Fat Nick у фінансовій експлуатації наркоманії під час інтерв'ю на Breakfast Club. У відповідь Нік вибачився перед своїми шанувальниками у Twitter. У жовтні того ж року Lil Tracy, друг і колега покійного Lil Peep, звинуватив його в тому, що він підживлював наркотичну залежність останнього, подарувавши йому заборонені речовини на його 21-й день народження.